# Flughafen Oulu

i7
i11
i13
Der Flughafen Oulu (IATA-Code: OUL, ICAO-Code: EFOU), in finnischer Sprache Oulun lentoasema, liegt im Nordwesten Finnlands, 15 Kilometer südwestlich des Stadtzentrums Oulus im Vorort Oulunsalo. Nach dem Flughafen Helsinki-Vantaa ist er vom Passagieraufkommen her der zweitgrößte Finnlands. Betrieben wird der Flughafen von der staatlichen finnischen Flughafengesellschaft Finavia. Die finnischen Luftstreitkräfte benutzen ihn zu Trainingszwecken.

## Fluggesellschaften und Ziele
Mit Stand August 2023 werden von Oulu Direktflüge von Finnair nach Helsinki angeboten sowie von TUIfly Nordic zum Flughafen Gran Canaria.

## Geschichte

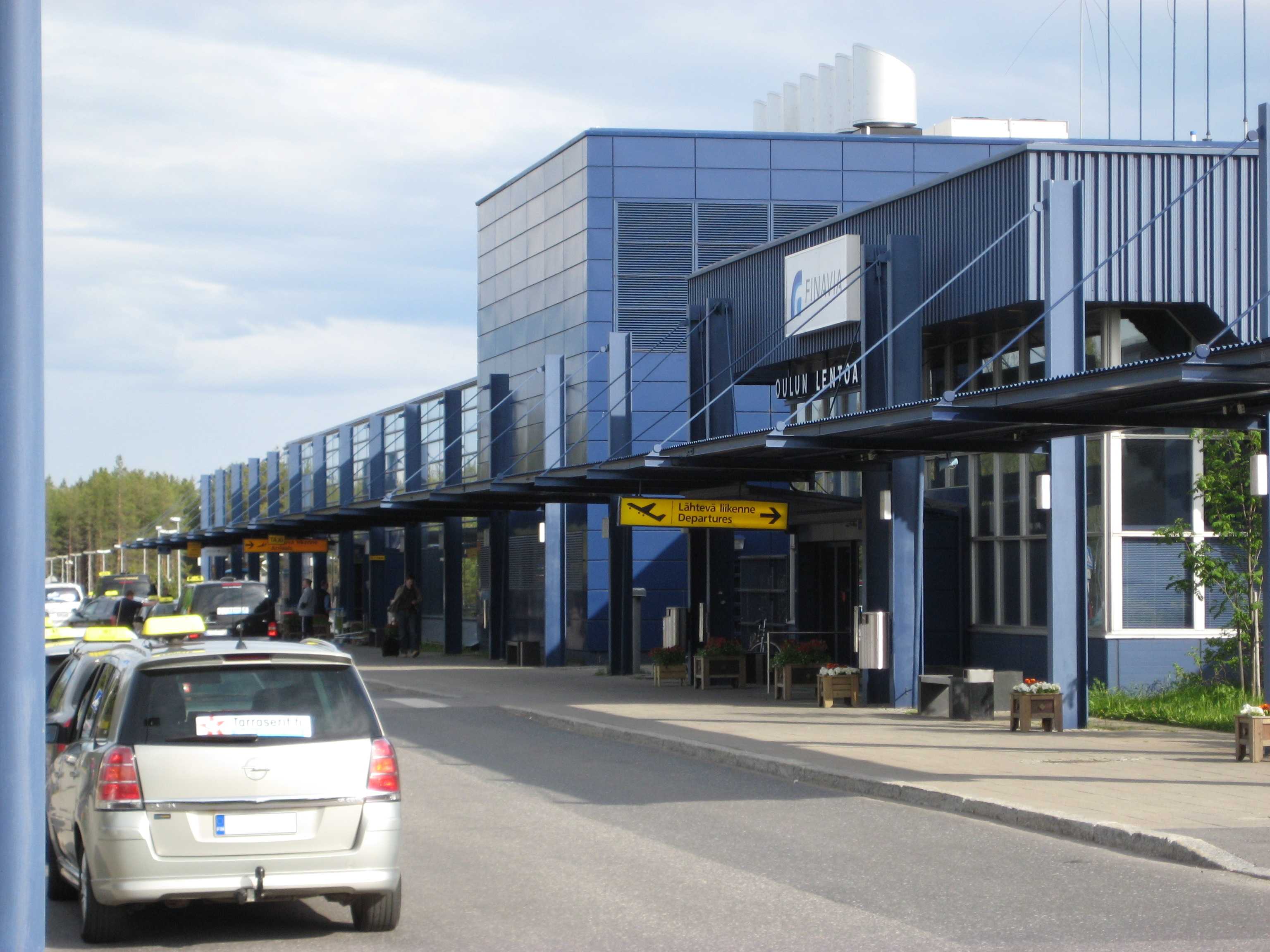
Terminal

Am 30. Juni 1953 wurde der Flughafen durch die Landung einer Douglas DC-3 eingeweiht. Vor 1953 wurde für Oulu das kleinere Landefeld Oritkari genutzt. Das erste Terminal wurde 1958 eröffnet. Das Passagierterminal kann bis zu einer Million Passagiere im Jahr abfertigen, wurde aber im Sommer 2007 und wieder 2009 erweitert.

## Zwischenfälle
- Am 5. Februar 1973 kam es zu einem Unfall einer de Havilland Canada DHC-6-200 Twin Otter der finnischen Karair (Luftfahrzeugkennzeichen OH-KOA) bei Pudasjärvi (Finnland). Bei der auf dem Flughafen Oulu gestarteten Maschine kam es auf dem Weg nach Kuusamo zu einem plötzlichen Ausfall des Triebwerks Nr. 2 (rechts). Aufgrund der im Sinkflug angetroffenen schweren Vereisungsbedingungen war es mit nur einem Triebwerk nicht möglich, die Höhe zu halten. Während der Kapitän versuchte, einen Landeplatz zu finden und Schwierigkeiten hatte, das Flugzeug zu steuern, prallte das Flugzeug in einem sumpfigen, waldarmen Gebiet 5 km nördlich von Iinattijarvi (90 Kilometer nordöstlich vom Startflughafen) gegen Bäume und schlug auf dem Boden auf. Alle 18 Insassen, drei Besatzungsmitglieder und 15 Passagiere, überlebten den Totalschaden.[6]